# Øjenhospitalet Danmark
Øjenhospitalet Danmark er et privathospital beliggende i Charlottenlund.
Øjenhospitalet Danmark blev oprindeligt grundlagt 1. Januar 1985 indenfor oftalmologien, ved daværende øjenlæge Klaus Bo Jensen, som en enkeltmandsvirksomhed og er en af Danmarks ældste private øjenhospitaler. I slutningen af 1980’erne indførte Klaus Bo Jensen operatione af grå stær ambulant regi og var dermed blandt de første i Danmark til at kunne tilbyde grå stær operationer uden indlæggelse.
Den 1. september 1991 grundlagde Klaus Bo Jensen Privathospitalet Danmark, som kunne tilbyde patienterne avancerede undersøgelser, bl.a. med CT scanning, og behandlinger indenfor ortopædkirurgi og anden slags kirurgi. I 2006 valgte Klaus Bo Jensen at sælge Privathospitalet Danmark for at fokusere på videreudvikling af Øjenhospitalet Danmark sammen med kolleger.
Igennem årene har hospitalet ansat en række øjenlæger med særlige kompetencer indenfor oftalmologien, bl.a. øjenlægerne Vibeke Henning og Finn Eisgart. De blev i Danmark igangsættere af den moderne ultralydskirurgi, som i dag (pr. 2019) er den gængse metode for fjernelse af grå stær. Herudover, har Dr. Med. Niels Vesti Nielsen bidraget til forskning inden for grøn stær og grå stær, AMD og andre sygdomme i øjets nethinde, såsom behandling af tromboser og synstruende diabetes komplikationer.
I 2015, og igen i 2018, blev Øjenhospitalet Danmark akkrediteret i henhold til lovpligtige kvalitetskrav til speciallægepraksis sektoren. Udført ved IKAS, som er Instituttet for Kvalitet og Akkreditering i Sundhedsvæsenet. Hertil aktiv deltagelse ved Landsundersøgelsen for Patientoplevelser.
Fra 2019 har hospitalet specialiseret sig i udredning og behandling af grå stær, trombose i nethinden, grøn stær, forebyggende laser mod nethindeløsning, vitrektomi og synskorrektion med laser eller med linser, samt laser vitreolyse. Øjenhospitalet Danmark behandler også personer med AMD (som anses for at være den hyppigste årsag til blindhed i Danmark)  med dertilhørende videreuddannelse af europæiske øjenlæger indenfor det pågældende felt.  Arkiveret 17. januar 2022 hos  Wayback Machine
Hospitalet ligger på Jægersborg Allé 14 i Charlottenlund, cirka 200 meter fra Charlottenlund Station. Pr. Juni 2018 viste virksomhedens regnskab en bruttofortjeneste/dækningsbidrag på 18,9 millioner DKK. Pr. marts 2019 havde virksomheden mellem 10 og 19 medarbejdere. Hospitalet er medlem af Dansk Oftalmologisk Selskab.

## Ekstern henvisning
- Øjenhospitalets hjemmeside

|  | Denne artikel kan blive bedre, hvis der indsættes geografiske koordinater Denne artikel omhandler et emne, som har en geografisk lokation. Du kan hjælpe ved at indsætte koordinater i wikidata. |